# شروج الخطر (حجر الصيعر)

تعديل مصدري - تعديل

شروج الخطر هي إحدى قرى عزلة حجر الصيعر بمديرية حجر الصيعر التابعة لمحافظة حضرموت، بلغ تعداد سكانها 39 نسمة حسب تعداد اليمن لعام 2004.